# Matthieu Seye
Pour les articles homonymes, voir Seye.
Matthieu Ousmane Seye, né en 2002, est un nageur sénégalais.

## Carrière
Matthieu Seye remporte aux Championnats d'Afrique de natation 2021 à Accra la médaille de bronze sur 4 × 100 mètres nage libre, sur 4 × 200 mètres nage libre et sur 4 × 100 mètres nage libre mixte.
Il obtient aux Championnats d'Afrique de natation 2022 à Tunis la médaille de bronze sur 4 × 100 mètres nage libre.